# Josef Jandrasits
Josef Jandrasits (* 19. August 1898 in Güssing, Burgenland; † 22. Mai 1951 ebenda) war ein österreichischer Politiker (ÖVP).

## Leben
Josef Jandrasits genoss eine einfache Schulbildung, der nach der Volksschule den Beruf des Bäckers erlernte. Später verdiente er sich als Bauer seinen Lebensunterhalt, weshalb er von 1935 bis 1938 auch in den Bezirksbauernrat des Bezirks Güssing gewählt wurde.
Sein erstes politisches Mandat bekleidete Jandrasits in der Zeit von 1930 bis 1938, als er im Gemeinderat von Güssing saß. Im Dezember 1945 zog er als Mitglied des Bundesrats nach Wien. In der Länderkammer vertrat er bis April 1947 die Interessen des Burgenlandes.